# Разгром конной группы Жлобы
Разгром конной группы Жлобы — военно-стратегическая операция белогвардейских сил Русской армии генерала Врангеля против войск Южного фронта РККА в Северной Таврии в конце июня — начале июля 1920 года, заключавшаяся в окружении и рассеивании преимущественно силами белой пехоты фронтально атакующей конной группы красных в районе Мелитополя.
Некоторыми военными специалистами операция признаётся классическим примером окружения и полного уничтожения большой группы конницы силами преимущественно пехоты.

## Положение сторон к началу операции
К середине июня 1920 года между противоборствующими сторонами в Северной Таврии сложилась следующая обстановка:

### Русская армия Врангеля
Донской корпус генерала Ф. Ф. Абрамова занимал участок западнее Ногайска — села Романовка, Юрьевка, станции Нельговка и Черниговка. 1-й корпус генерала А. П. Кутепова — район: колония Вернесдорф, хутор Куркулак, Эристовка и Васильевка. 2-й корпус генерала Я. А. Слащёва занимал участок левее 1-го корпуса, по левому берегу Днепра до деревни Верхняя Лепетиха. Ещё дальше по левому берегу Днепра сосредоточилась группа генерала И. Г. Барбовича.

### РККА
13-я советская армия И. П. Уборевича была расположена по правому берегу Днепра, усиленная 15-й, 40-й и 42-й стрелковыми дивизиями, двумя отдельными стрелковыми бригадами, 2-й кавалерийской дивизией имени Блинова и Сводной конной группой Д. П. Жлобы в составе 18 конных полков, хорошо снабжённых материально и технически. Река Днепр разъединяла противоборствующие стороны. Командование 13-й армии начало формировать на левом берегу Днепра в районе городов Александровск, Орехов и Пологи ударную группировку из пехотной группы И. Ф. Федько (севернее) и конной группы Жлобы (южнее) с целью нанести главный удар по частям Русской армии, готовым осуществить выход из Северной Таврии на оперативное пространство.
29 июня 1920 года конная группа Жлобы, сосредоточенная в районе Царёвоконстантиновка — Пологи перешла в наступление в направлении Токмак — Черниговка, ставя задачей прорваться к Мелитополю и выйти в тыл 1-го армейского корпуса Кутепова, отрезав его от Донского корпуса Абрамова.
Командование Русской армии разработало операцию по пресечению этого прорыва.

## Силы сторон

### Русская армия Врангеля
- Донской корпус (командир — генерал-лейтенант Ф. Ф. Абрамов; всего около 4000 штыков и сабель):
  - 2-я донская дивизия (1500 штыков и около 1000 шашек);
  - 3-я донская дивизия генерала Гусельщикова (3500 штыков и около 4000 шашек).
- Часть 1-го армейского корпуса (командир — генерал-лейтенант А. П. Кутепов; всего около 6000 штыков и шашек):
  - Корниловская дивизия (1800 штыков);
  - Дроздовская дивизия (2500 штыков);
  - 2-я конная дивизия В. И. Морозова (1500 шашек).

А также: часть 13-й дивизии, 4 бронепоезда и броневики, 20 самолётов и 70 орудий.
Общее руководство операцией — Главнокомандующий Русской армией генерал-лейтенант барон П. Н. Врангель. Численность группировки войск Русской армии достигала 10-11 тыс. штыков и сабель.

### РККА
- Сводная конная группа (командующий — Д. П. Жлоба):
  - 1-й конный корпус (3800 сабель);
  - 2-я Ставропольская кавалерийская дивизия (начальник — П. Е. Дыбенко, 1340 сабель);
  - две кавалерийские бригады 40-й дивизии (1500 сабель);
  - 9 самолётов.

Общее руководство операцией — командующий 13-й армией Юго-Западного фронта И. П. Уборевич. Численность войск РККА в операции оценивается от 7,5 до 12 тыс. сабель.

## Ход операции

### Общее оперативное состояние
План оперативных действий командования РККА и 13-й армии на Юго Западном фронте во второй половине июня 1920 года заключался в следующем: группа 13-й армии, находящаяся на правом берегу Днепра (Латышская и 52-я стрелковые дивизии) должна была развить наступление из района Берислав в общем направлении Каховка — Перекоп; группа Федько (30-я, 46-я и 15-я дивизии, 2-я стрелковая бригада и две бригады 23-й стрелковой дивизии), развернувшись на фронте Шеребец — Орехов — Пологи, должна была наносить удар в направлении Мелитополя. Действия этих двух групп должны были сковать главные силы противника.
В это время конная группа Жлобы, сосредоточенная к 27 июня в районе Гусарка — Поповка — Бельманка — Цареконстантиновка, нацеливалась на Мелитополь. К 21 часу 27 июня части конного корпуса достигли: 1-я кавалерийская дивизия — Цареконстантиновки, а 2-я кавалерийская дивизия — Поповки — Алексеевки. Конный корпус Жлобы был усилен 2-й кавалерийской имени Блинова и 40-й стрелковой дивизиями. Ударной конной группе Жлобы ближайшей целью был поставлен разгром Донского корпуса, а в дальнейшем — захват в кратчайший срок района Мелитополя. Захват Мелитополя выводил ударную группу Жлобы в тыл главных сил Токмакской группы Русской армии, отрезая её от Крыма.
Главнокомандующий Русской армией П. Н. Врангель 25-26 июня от своей агентуры узнал о подходе конной группы Жлобы и так описывает свои действия по началу операции:

Получены были сведения о подходе на восточный участок фронта конного корпуса «товарища» Жлобы. Части последнего прибыли с Кавказа по железной дороге и высаживались на станциях Волноваха, Розовка, Царевоконстантиновка. 14-го июня (27 июня 1920 года по нов. стилю) я вернулся в Мелитополь. Я решил не дать противнику закончить сосредоточение и вырвать у него из рук инициативу. В тот же день я отдал приказ: 
К 16-му июня (29 июня 1920 года по нов. стилю) войскам принять следующую группировку: Донскому корпусу, оставив заслон на бердянском и мариупольском направлениях, сосредоточить главную массу конницы в район Верхний Токмак — Черниговка — Семеновка, имея задачей атаковать в дальнейшем противника на фронте Пологи — Вербовое; 2-му корпусу, оставив заслон на александровском направлении, главную массу своих сил, в том числе и всю конницу и Дроздовскую дивизию, сосредоточить к северо-западу от Большого Токмака, имея задачей атаковать противника на фронте Вербовое — Орехов.

### Начало конного рейда группы Жлобы
28 июня, захватив пулемёты и пленных 3-й Донской дивизии, конная группа Жлобы прорывает фронт Донского корпуса и занимает Черниговку. 3-я Донская дивизия генерала Гусельщикова была вынуждена отойти на линию Михайловка- река Бегим-Чокрак, также вступила в бой и 2-я Донская дивизия.
29 июня части конного корпуса к 8 часам с боем выходят на линию Николайдорф — Шпаррау и, развивая дальнейшее наступление, к 14 часам выдвигаются в район Клефельд — Александркроне и Шардау — Мариенталь. В это время конные силы Русской армии численностью до кавалерийской дивизии при поддержке бронемашин и эскадрильи в 12 самолётов переходит из района Михайловка в решительное наступление во фланг и в тыл конной группе. Под давлением этих сил левофланговые части корпуса Жлобы вынуждены отойти на линию Гнаденфельд — Шпаррау. Перегруппировавшись, конница Жлобы снова отбрасывает конные части Врангеля на реку Юшанлы. При этом авиация Русской армии наносит большие потери конному составу корпуса Жлобы.
30 июня белые силами пехоты осуществляют попытки наступления из Рикенау на Николайдорф, но после короткого боя отходят на высоты, расположенные в 6 км западнее Николайдорфа.
1 июля ночью корпус Жлобы решает осуществить ночной налёт на позиции белых, но не обнаруживая противника, без боя занимает Фриденсдорф — Моргенау — Рикенау. Днём бои продолжаются в этом же районе. В ночь на 2 июля части 1-й кавалерийской дивизии осуществляют налёт на район Блюменорт — Тиге — Орлово, зарубив в указанных селениях до 400 чел. пехоты белых.
2 июля в 13 часов части 1-го корпуса Жлобы и 2-й кавалерийской дивизии (Дыбенко) повели наступление в общем направлении Прагенау — Астраханка. Встретив за день несколько раз сопротивление противника (под Прагенау, Лихтфельдоль), цеплявшегося для выигрыша времени за отдельные населённые пункты и сдерживавшего натиск конницы красных пулемётным и артиллерийским огнём, конная группа заночевала в районе Тигервейде — Лихтенфельд — Александеркрон — Прагенау.

### Начало окружения конной группы

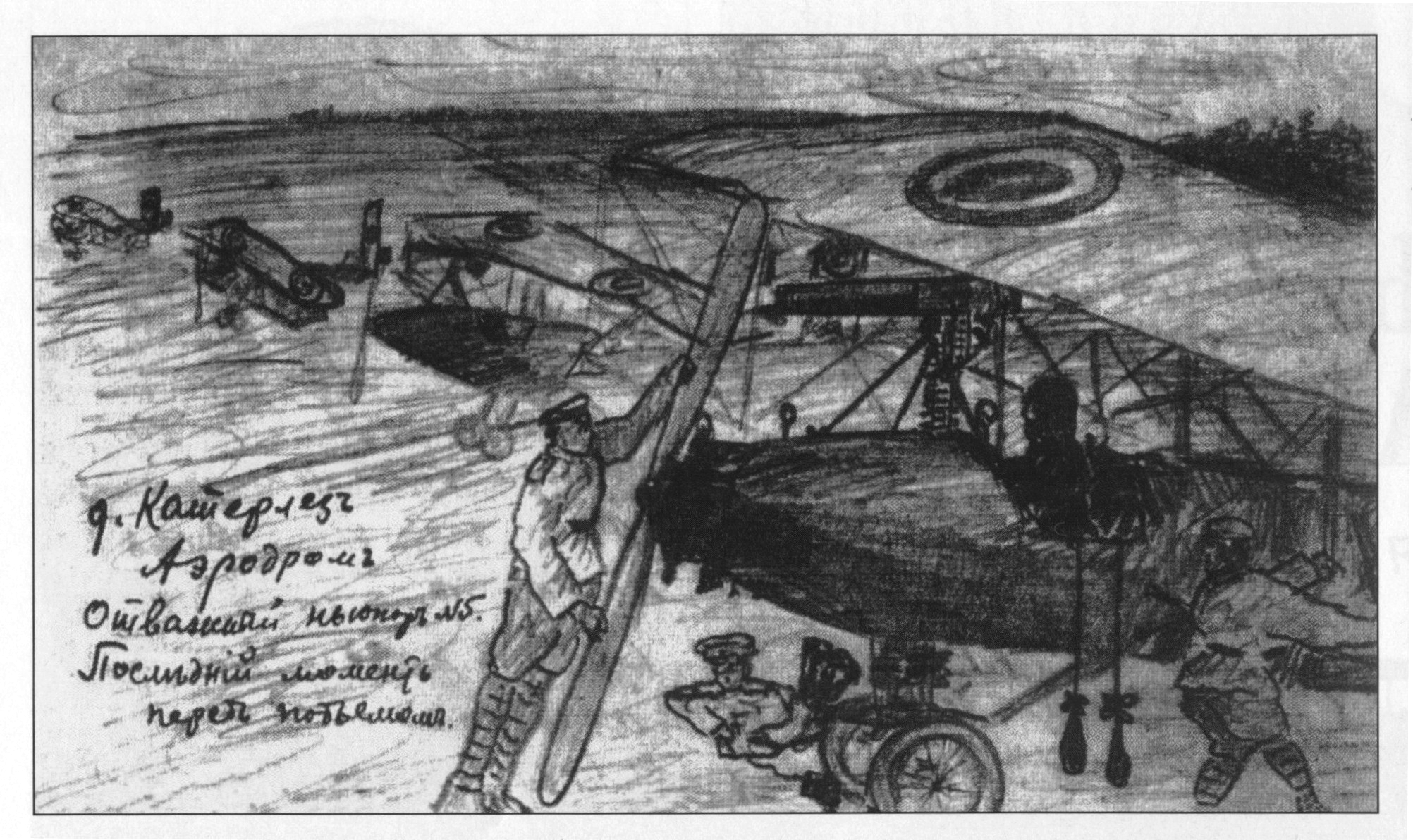
Рисунок кадета-алексеевца, на котором изображён авиаотряд Русской армии Врангеля в июне 1920 года. Авиация Врангеля сыграла решающую роль в исходе операции по разгрому конной группы Жлобы

В это время белые стягивают большие пехотные силы в этот район и берут конную группы Жлобы в тиски с севера и юга.
«Официальное сообщение штаба Главнокомандующего ВСЮР № 534 16 июня .
На всем фронте армии завязались крупные бои с подошедшими свежими частями противника. Оттеснившая наши части из района В. Токмака и Черниговки конная группа противника, была атакована нашей конницей с юга и отброшена ею к Черниговке, причём нами захвачены 2 орудия и пленные. Вновь подошедшие конные части противника остановили наш дальнейший успех. Бой в этом районе продолжается. Восточнее В. Токмака красные после упорных боёв оттеснили наши части от Вернерсдорфа. На Ореховском и Александровском направлениях наши наступающие части нанесли красным сильный удар и заняли ряд селений, захватив пленных и военную добычу. Бой продолжается. На Днепре противник в нескольких пунктах пытается производить переправы на наш берег, но энергичными действиями наших частей отражается».
Историк Какурин приводит сведения, что к вечеру 2 июля части Врангеля, назначенные для ликвидации конной группы Жлобы, располагались следующим образом: 2-я Донская дивизия (1500 штыков и около 100 шашек) главными силами сосредоточилась в районе Ореховка; 3-я Донская дивизия (2000-3000 штыков) занимала район деревни Астраханка; части 1-го армейского корпуса занимали следующие районы: Корниловская дивизия (1800 штыков) — район Орлов — Тиге — Розенрот — Линденау, Дроздовская (2500 штыков) и 2-я конная дивизия (1500 шашек) — район Гальбштадт — Молочная. В районе Большой Токмак сосредоточивались части 13-й пехотной дивизии. На железнодорожном участке Федоровка — Стульнево курсировали бронепоезда; авиационные силы под командой генерала Ткачёва должны были содействовать разведкой и огневым нападением с воздуха. Общая численность сил, выделенных для окружения конницы красных, достигала 10-11 тыс. человек. Это сильно заниженные цифры, сам Генерал Врангель указывает следующие цифры — «общая численность войск составила — 15000 штыков и 6500 шашек».
Итогом боёв 17—19 июня было попадание огромных масс красной кавалерии Жлобы в мешок. «Конная масса т. Жлобы, втянутая в течение предшествовавших боёв в образовавшийся узкий мешок, вследствие охватывающего расположения стойких фланговых частей Русской армии, оказалась окружённой со всех сторон. Вследствие получившейся естественной тесноты, группа Жлобы утеряла в значительной степени главнейшее качество конницы — подвижность и маневренность».
Учитывая создавшееся положение, командование Русской Армией приняло решение: «В ночь на 20 июня Корниловской дивизии было приказано ночным маршем перейти в колонию Рикенау и дальше на восток. Конница Жлобы предшествующими боями с 3-й Донской дивизией оказалась втянутой в мешок. Корниловцы должны были его закрыть».

### Генеральное сражение 3 июля и рассеивание конной группы
20 июня 1920 года на линию железной дороги, прилегавшей к месту предполагаемых действий, были выдвинуты четыре бронепоезда; сосредоточены были также броневики и самолёты и усилены пехотные части. Практически весь корпус противника был обнаружен в районе колонии Лихтфельд, и начальник Корниловской дивизии генерал Н. В. Скоблин принимает решение провести атаку противника. Вся перегруппировка была сделана ночью, и ещё до рассвета 20 июня белые части перешли в наступление для окружения и окончательной ликвидации красной конницы Жлобы (сообщал военный специалист, участник боёв в Северной Таврии на стороне белых казачий генерал Голубинцев).
Красная кавалерия вначале проявила достаточно хладнокровия. На развёрнутый фронт корниловцев были пущены четыре полка, а два полка в обхват их левого фланга. Командир 2-го Корниловского полка полковник Пашкевич, оставив два батальона своему заместителю, немедленно вызвал из резерва третий батальон и опять сам повёл его против обходящей колонны красных. В то же время на помощь Пашкевичу ринулся бегом полковник Щеглов с 3-м полком. Густые лавы противника поскакали в атаку. Между всадниками расстилались тройки с пулемётными тачанками. Топот, гиканье, треск пулемётов неслись навстречу корниловцам. Тем же шагом в сомкнутом строю продолжали идти батальоны, расстреливая лавы из ручных пулемётов. Как и в первый раз, атака пехоты на атакующую её же кавалерию навела ужас: лавы красных, не доскакав до корниловцев, бросились назад и в стороны. Красные кавалеристы, видя себя окружёнными, сделали ряд отчаянных попыток прорваться всей конной массой. Потеряв организованность и сплочённость, они стали искать спасения в бегстве. Часть группы во главе с Жлобой, расстреливаемая со всех сторон, бросилась на северо-запад в район Большого Токмака, но у колонии Мунтау попала под пулемётный огонь белой пехоты. 

Командующий Корниловской дивизией генерал Скоблин:
«Атака западной группы красной конницы на правый фланг 2-го Корниловского полка (нрзб.) и 3-го Корниловского полка, шедшим на конницу при блестящей… поддержке 7-й Корниловской и 1-й батарей (нрзб.) была сдержана. Эта конная группа приняла к западу, привела себя в лощине в относительный порядок и вновь атаковала нас уже в направлении на Рекенау, но в это время 1-й Корниловский полк с восточной окраины Рикенау, оставив там один батальон в резерве (нрзб.) в контратаку на запад по обе стороны дороги Рикенау — Тигервейде, стремясь отрезать путь отхода конницы»
Также генерал Скоблин отмечает отличную работу пулемётных расчётов и 7-й Корниловской батареи.
Круто повернув на северо-восток и разбившись на группы, красные пытались прорваться к северу от железной дороги, но, встреченные бронепоездами, бросились вдоль полотна железной дороги в направлении на колонию Ландскроне. Здесь им перерезала путь донская конница генерала Морозова и вместе с подоспевшими на подводах корниловцами окончательно добила. Красные части были уничтожены, частью взяты в плен. Товарищ Жлоба успел выскочить из этой кровавой бойни на своём автомобиле только чудом.
Другая половина красной конницы, находившаяся в хвосте и менее пострадавшая, бросилась от колонии Фриденору на юго-восток, но, встретившись с приближавшейся ей навстречу конницей генерала Калинина, уклонилась от боя и свернула назад на колонию Моргенау, надеясь, по-видимому, соединиться с оставленной ею головной частью конной группы.
Параллельное преследование конницей генерала Калинина и появившимися самолётами и огонь пехоты добровольцев вызвали панику. Рванувшись на восток и только благодаря запозданию конницы генерала Морозова, ещё продолжавшей ликвидацию головной части красной группы, остаткам красной кавалерии удалось выскользнуть из кольца. 20 июня конная группа Жлобы была полностью разбита, потеряв много убитыми, а также в качестве трофеев войскам, принимавшим участие в этот побоище, достались «40 орудий, 200 пулемётов, 2000 пленных и 3000 лошадей». 
Разгром группы Жлобы является редким в военной истории примером окружения и полного уничтожения большой группы конницы.

Большой вклад в эту победу внесла авиация Русской армии. Вот что пишет о действиях своих подчинённых генерал В. М. Ткачёв: 
«…После обнаружения воздушной разведкой под моим руководством была атакована одна из конницы Жлобы у дер. Вальдгейм. После бомбометания красные в панике бросились в поле. Летчики, снизившись, пулеметным огнем и бомбами совершенно разгромили эту группу красных, которые бежали на восток и северо-восток…». Происходили даже воздушные бои! Подпоручику Трескину 18 июня пришлось вступать в бой с 4 аэропланами красных: «Несмотря на неравные силы и полученные 17 пробоин, из коих 2 прошли через кабину подпоручика Трескина в непосредственной близости от него, а одна пуля попала в момент стрельбы в обойму пулемета, взорвав в последней часть находившихся в ней патронов, продолжал свой маршрут, снизивши один самолёт красных, после чего три остальных опустились к себе на аэродром».
В результате этой блестящей победы Русская армия Врангеля смогла на короткое время перехватить стратегическую инициативу и продолжить наступление на Екатеринослав и Южную Малороссию. Большие потери войск РККА заставили красных временно отступить. У сторонников Белого движения появилась надежда на победу в войне.
Как писал Б. А. Штейфон, операция произвела сильное впечатление на состоявших при Главнокомандующем иностранных представителей. Непосредственным результатом военного успеха стало большое политическое и моральное достижение: французское правительство сообщило о признании де-факто правительства Юга России, а также о своём решении отправить в Севастополь своего дипломатического представителя.

## Награждения
За проявленную в бою храбрость во время этой операции был вручён последний на Русской земле Георгиевский крест — Георгиевским кавалером стал 18-летний вахмистр П. В. Жадан, за спасение штаба 2-й конной дивизии генерала Морозова. Жадан во главе эскадрона в 160 шашек рассеял пытавшуюся вырваться из «мешка» прямо на штаб дивизии трёхтысячную конную колонну комдива Жлобы.
Генерал Морозов приказом Главкома Русской армии награждён орденом Святого Николая Чудотворца 2-й степени (приказ № 3651). «…Начальник 2-й конной дивизии Василий Морозов за то, что в боях 19 и 20 июня 1920 года против конной группы красных под начальством Жлобы, когда охваченные со всех сторон красные в отчаянии бросились в атаку на наши части, стремясь прорвать их кольцо, он появлялся во всех угрожаемых местах и находясь под губительным ружейным и пулемётным огнём, лично руководил частями своей дивизии, ведя их в атаку, подавая пример доблести и самоотвержения и вызывая подчинённых на величайшие проявления героизма».
За отличия в боях против красных приказом от 24 июля 1920 года № 3296 серебряными трубами с Николаевскими лентами были награждены 3-й, 4-й, 5-й, 6-й Донские полки, Дзюнгарский Калмыцкий конный полк и 2-я и 3-я Донские конные батареи из состава 2-й Донской дивизии.